# زهير بهلول
زهير بهلول (بالعبرية: זוהיר בהלול‏)، ولد في 4 كانون الثاني (ديسمبر) 1950، صحفي عربي فلسطيني إسرائيلي وعضو برلمان في الكنيست الإسرائيلي عن حزب العمل الإسرائيلي حتى عام 2018 حيث استقال بسبب سن قانون الدولة القومية لليهود في إسرائيل.
ولد زهير في سنة 1950 في حيفا. انتقلت عائلته عند طفولته إلى عكا بسبب تلقي والدته لعرض عمل فيها يتمثل بإدارة بيت لليتامى المسلمين. وبذلك فقد قضى طفولته مع اليتامى في البيت الذي أدارته أمه، التي كانت هي نفسها صحافيَّة في عملها السابق. وفقا لزهير فقد كانت هذه الفترة من أسعد أيام حياته.
خلال الأعوام 1970-1975 عمل مدرساً في مدرسة الامل في عكا.
بدأ عمله كمدقق في برنامج «بين المواطن والسلطة» في سُلطة الإذاعة بين الأعوام 1974-1986. لتظهر فيما بعد موهبته في التعليق الرياضيّ. يملك زهير لسانا غنيّ المصطلحات وميّزة في الوصف ونقل الصورة، الأمر الذي أعطاه مكانة عالية بين المعلقين الرياضيين. قام بالتعليق في الراديو وفي القناة الأولى في التلفاز في عدة مباريات كرة قدم مهمة، ألعاب أوليمبيَّة، مباريات رياضيَّة ليصبح بعد ذلك مراسلا ثابتا في برنامج كرة القدم «أغان وأهداف» (שירים ושערים).
في نفس الوقت الذي عمل فيه كمعلق رياضيّ، استمر زهير في عمله الصحافيّ، مع التشديد على تطوير ومساعدة الوسط العربيّ. قام في خلال سنوات التسعين بتقديم برنامج اخباريّ باللغة العربيَّة في القناة الأولى، بالإضافة لتقديمه لعدة برامج تلفزيونيَّة (Talk shows).
ترك في سنة 2005 سلطة الإذاعة، وانتقل لشركة «طلعاد» (טלעד)، ليقدِّم برنامج «دردشات». الذي استمر لحلقات قليلة فقط بسبب فشل شركة طلعاد في مزايدة القناة الثانية. تم اختياره بعد ذلك لتقديم الفقرة الاخبارية باللغة العربية في هوت (HOT). يقدم بهلول في الوقت الراهن برنامجا في راديو الشمس بالإضافة لكونه كاتبا ثابتا في الموقع الانترنتيّ (ONE)، ومحاضرا مطلوبا في موضوع الاتصالات. يعمل كمعلّق في المحطتين الرياضيتين 1 و- 2 (Sport 1 & Sport 2). وفقا لزهير فقد سئم من العمل التلفزيونيّ ولن يعود إليه حتى يتلقى برنامجا في ساعات المشاهدة القصوى (prime time)، الأمر الذي برأيه لن يحدث قريبا، بسبب كونه عربيا.
قام في سنة 2010 بالمشاركة مع باروخ وييجال بيطون بإصدار «موسوعة الرياضة الإسرائيليَّة» (האנציקלופדיה לכדורגל ישראלי) وهي ثمرة بحث استمر حواليّ السبع سنوات.
تزوج من جميلة التي أنجبت له من الأولاد ثلاثا. توفيت زوجته في سنة 2010.